# Vikingagården Gunnes gård

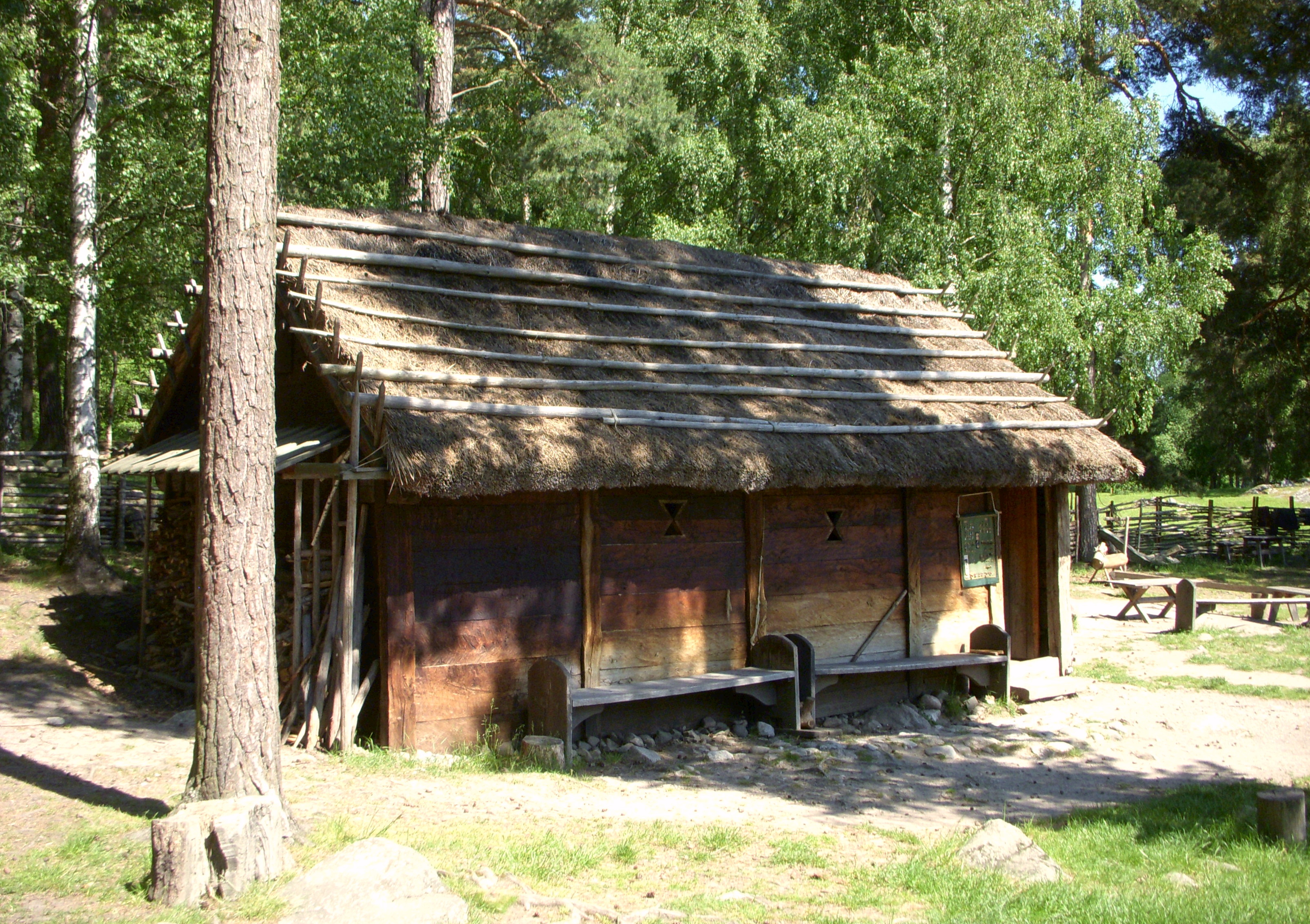
Gunnes gård, boningshuset, juni 2015.

Vikingagården Gunnes gård är en rekonstruktion av en vikingagård belägen vid Ryttargatan 272B Upplands Väsby, Upplands Väsby kommun. Gunnes gård började anläggas 1989 på initiativ av Stockholms läns museum.

## Beskrivning

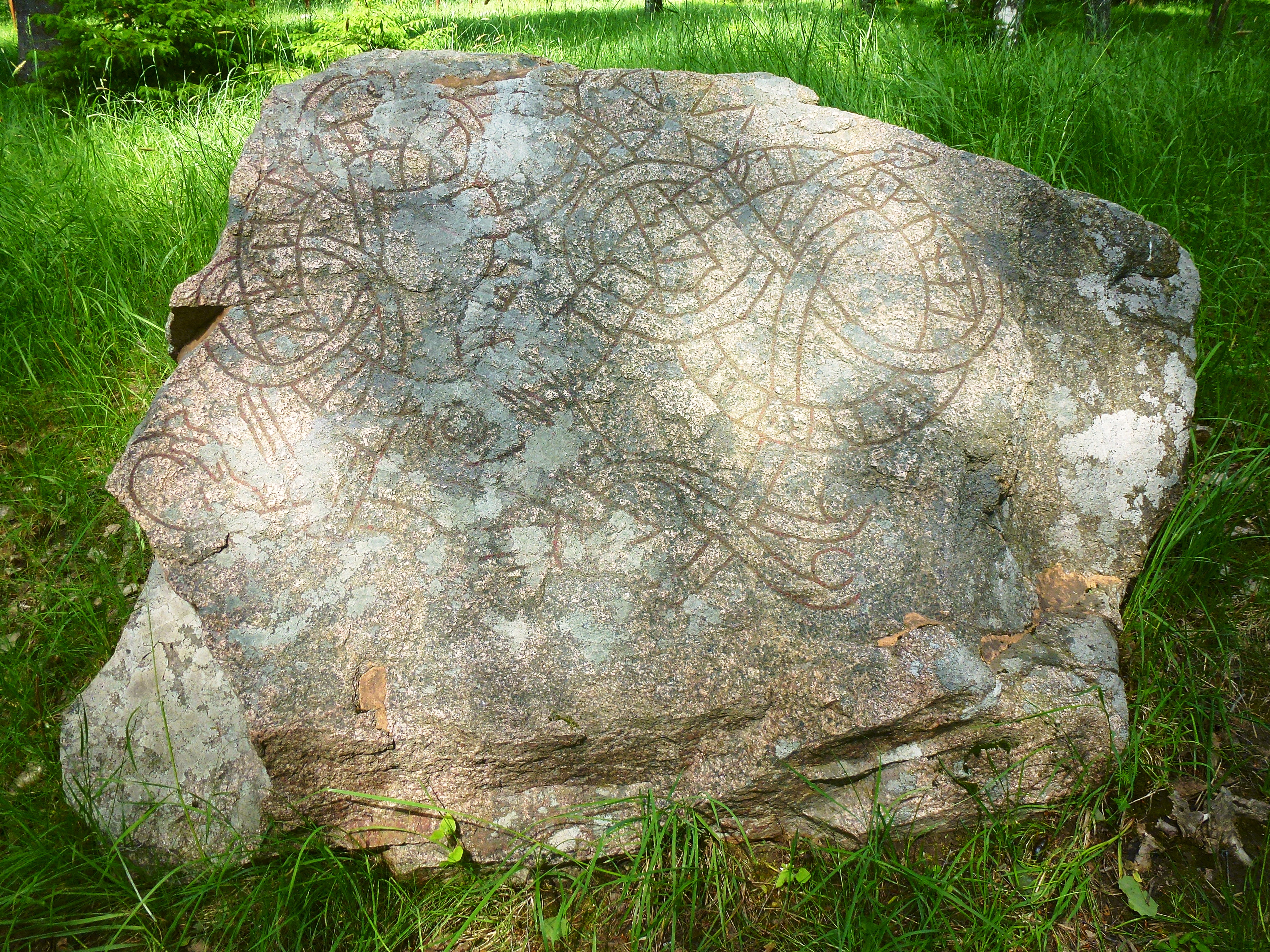
Upplands runinskrifter 280.

Idén var att bygga en vikingagård med tillhörande bebyggelse i Smedbyparken som är en av Väsbys kulturhistoriskt intressanta miljöer med strövområden och många fornlämningar. Här finns rösen från bronsåldern, gravfält från järnåldern och flera runstenar. Namnet Gunnes gård anknyter till "Gunne" som omnämns på en av runstenarna vid gården: "Vibjörn lät hugga stenen efter Gunnes dotter, sin hustru." (Upplands runinskrifter 280).
Ett samarbete inleddes mellan Upplands Väsby kommun och Stockholms läns museum och 1989 påbörjades det första huset. Gunnes gård blev färdig år 1991.
Arbetet genomfördes med hjälp av länsmuseets kompetens där tolkningar av arkeologiska utgrävningar utanför Bålsta var underlag för rekonstruktionen. Man hittade lämningar efter en vikingagård från 1000-talet när E18 skulle byggas ut till motorvägen. Gårdens bebyggelse består idag (2015) av fem byggnader: boningshus, fähus, kokhus, grophus och ett förråd. Till gårdsmiljön hör även levande djur som utlånas från Hästa gård i Stockholms kommun. 
Vid gården sträcker sig en fornslinga som går förbi en grav, ett gravfält, en bautasten och flera runstenar. Gården står öppen för allmänheten samt för skolverksamhet och fester i vikingatida miljö. I september arrangeras årligen en vikingamarknad.

## Bilder

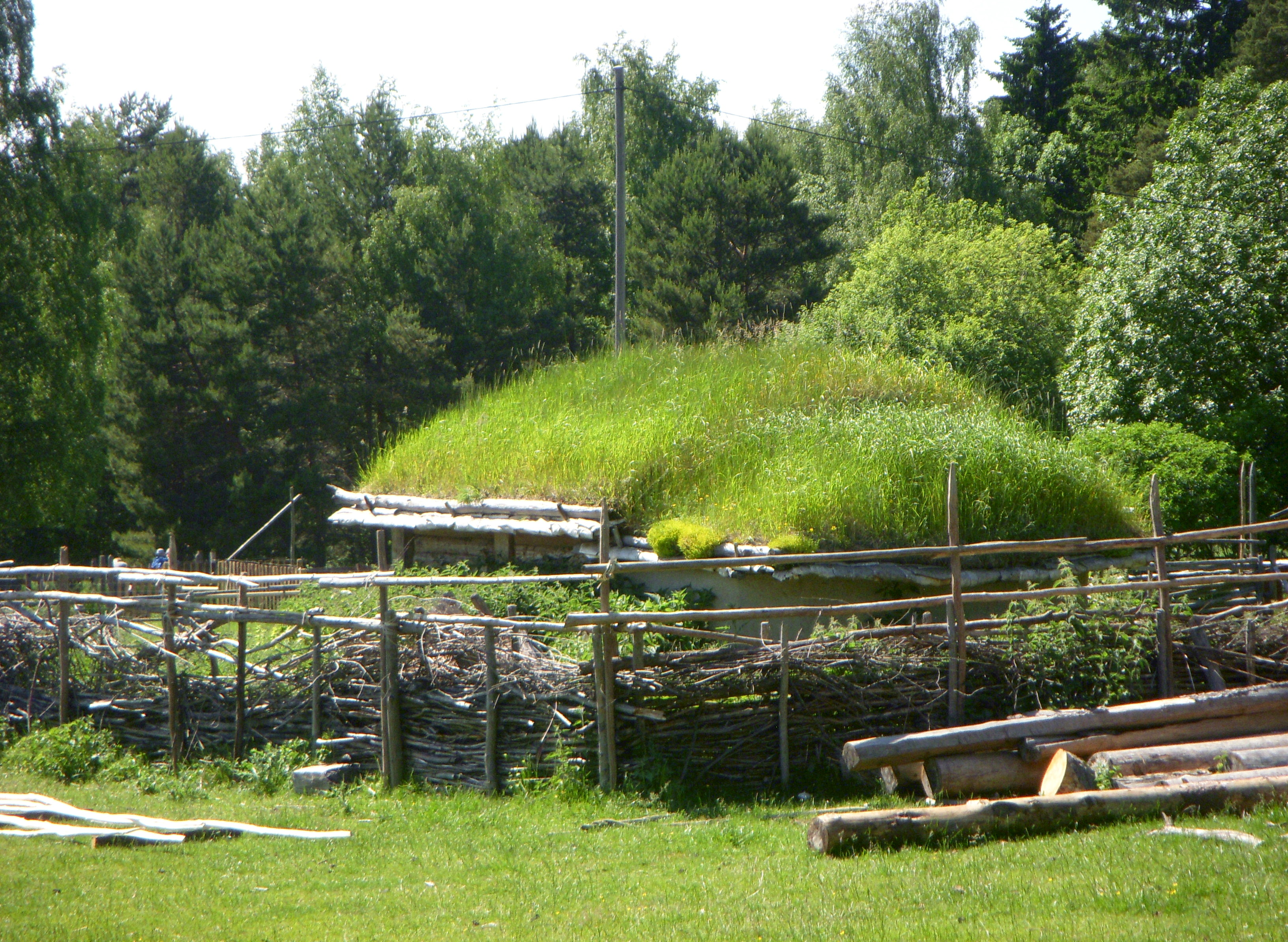
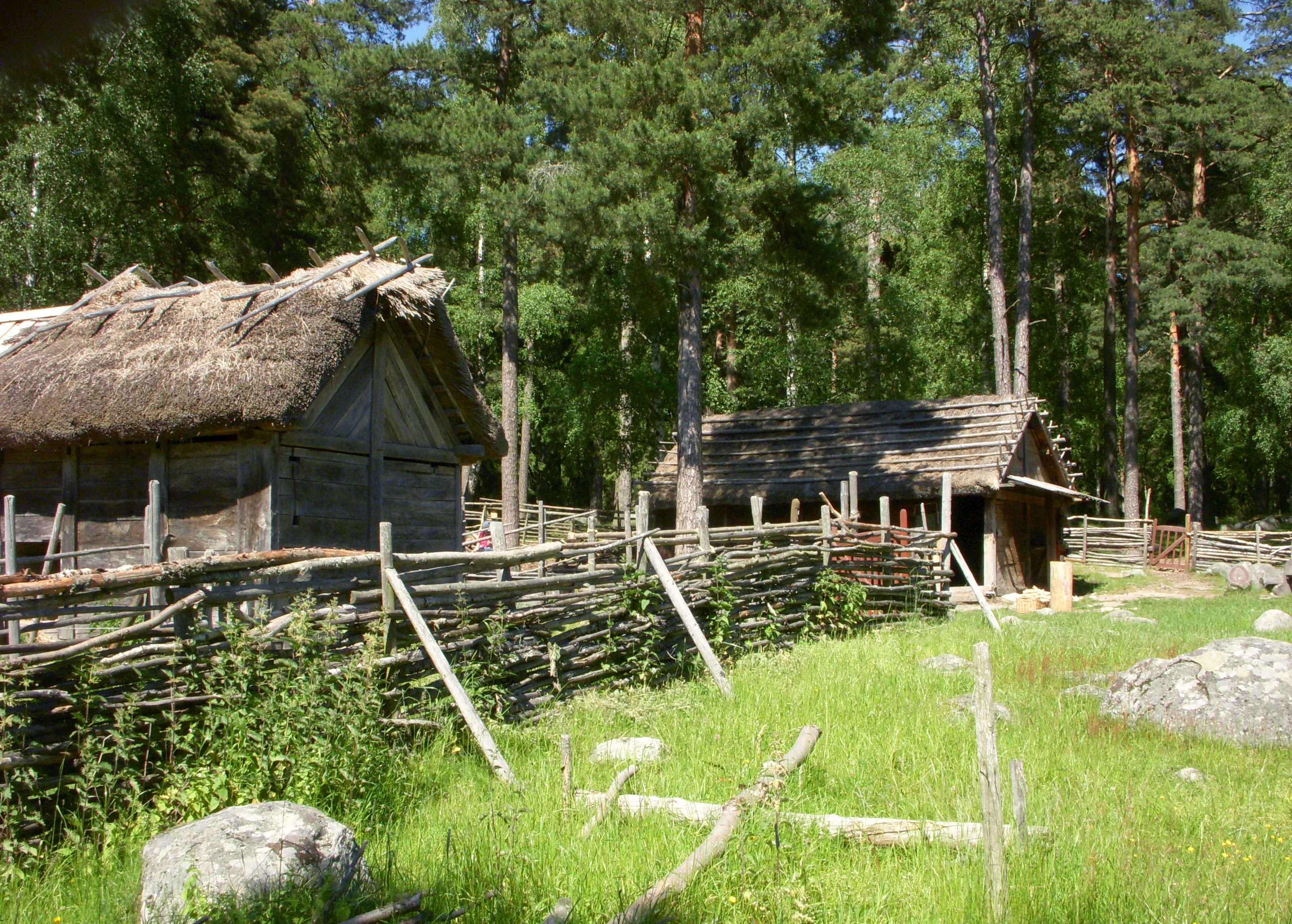
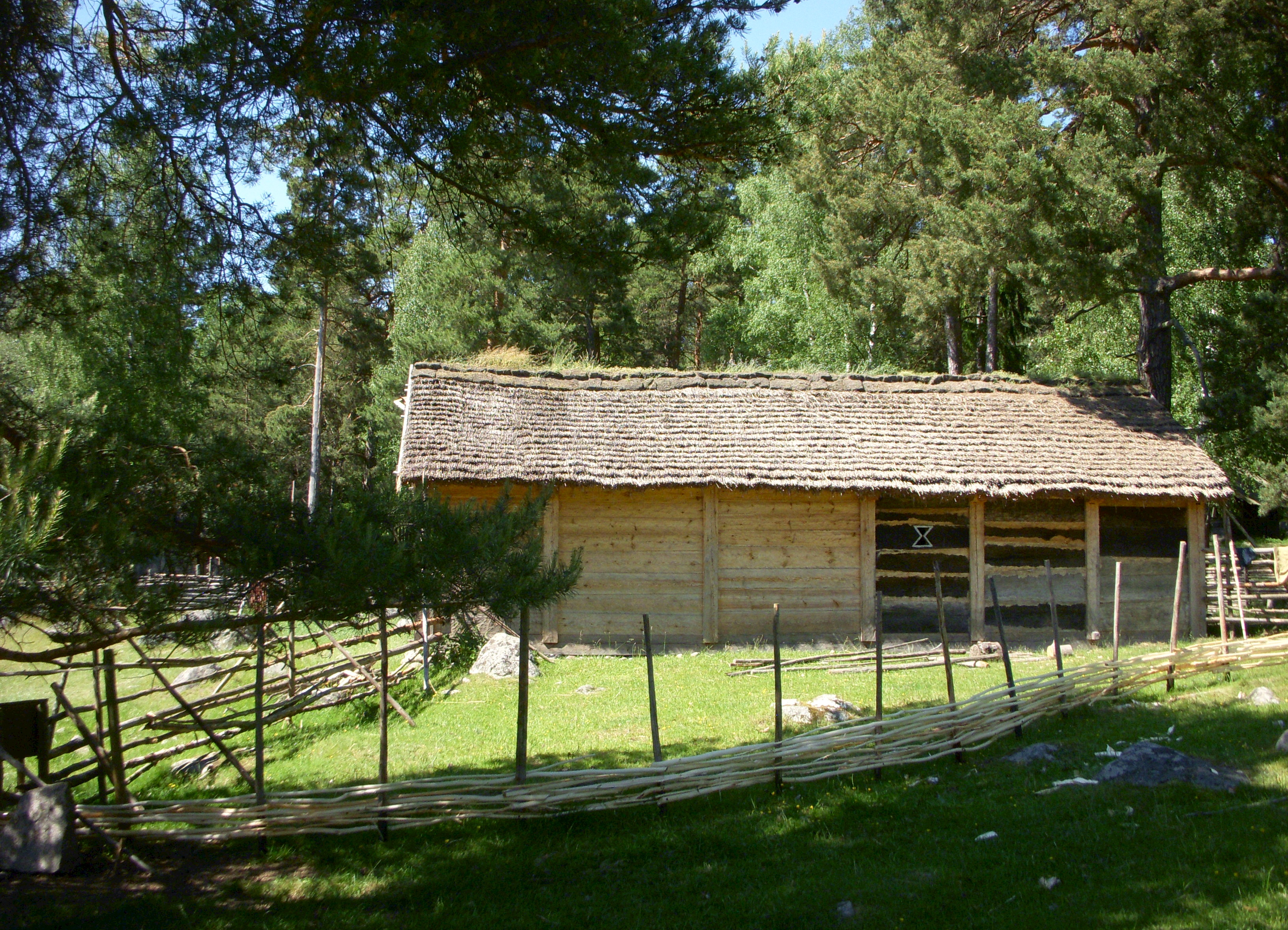
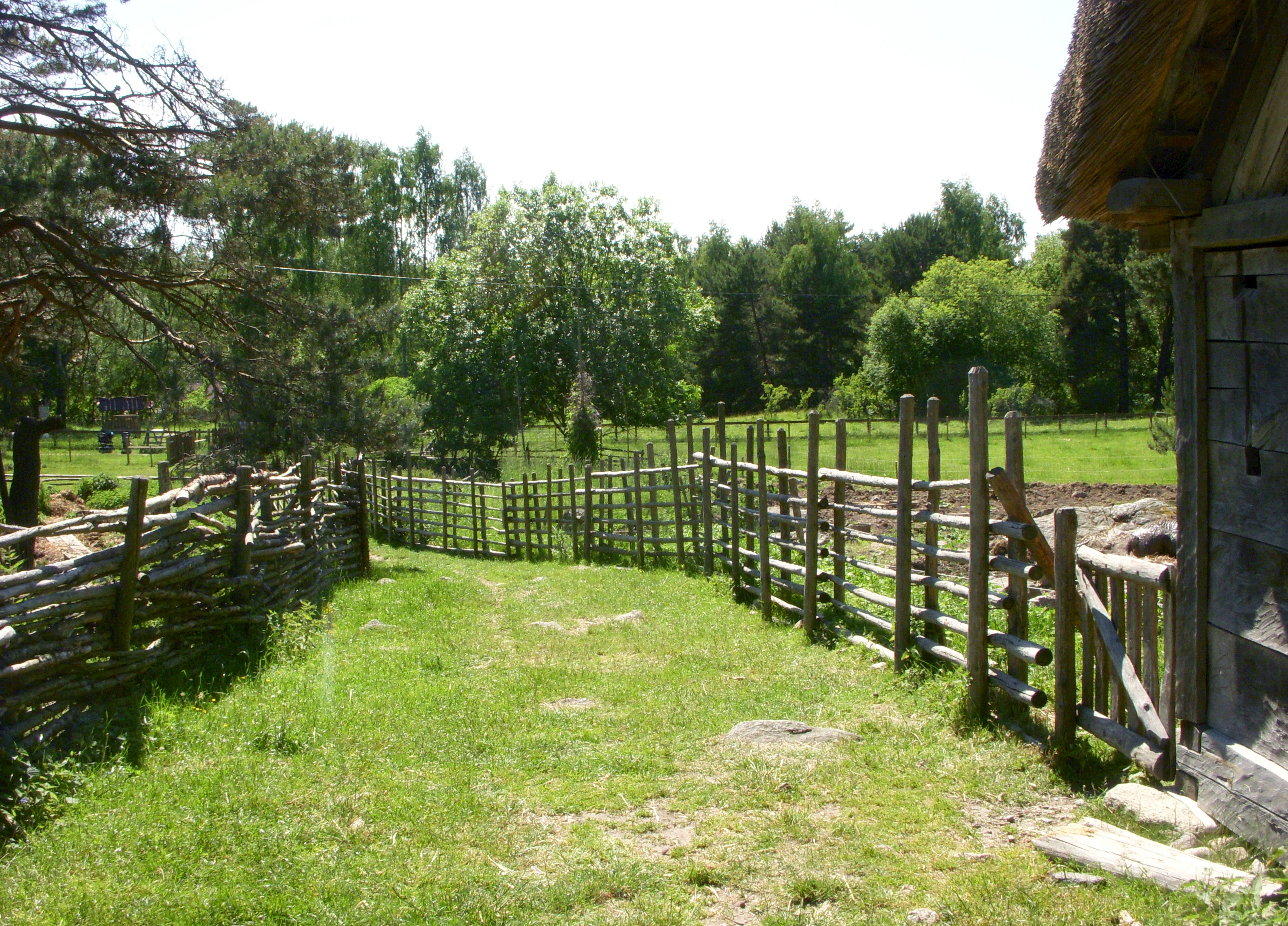
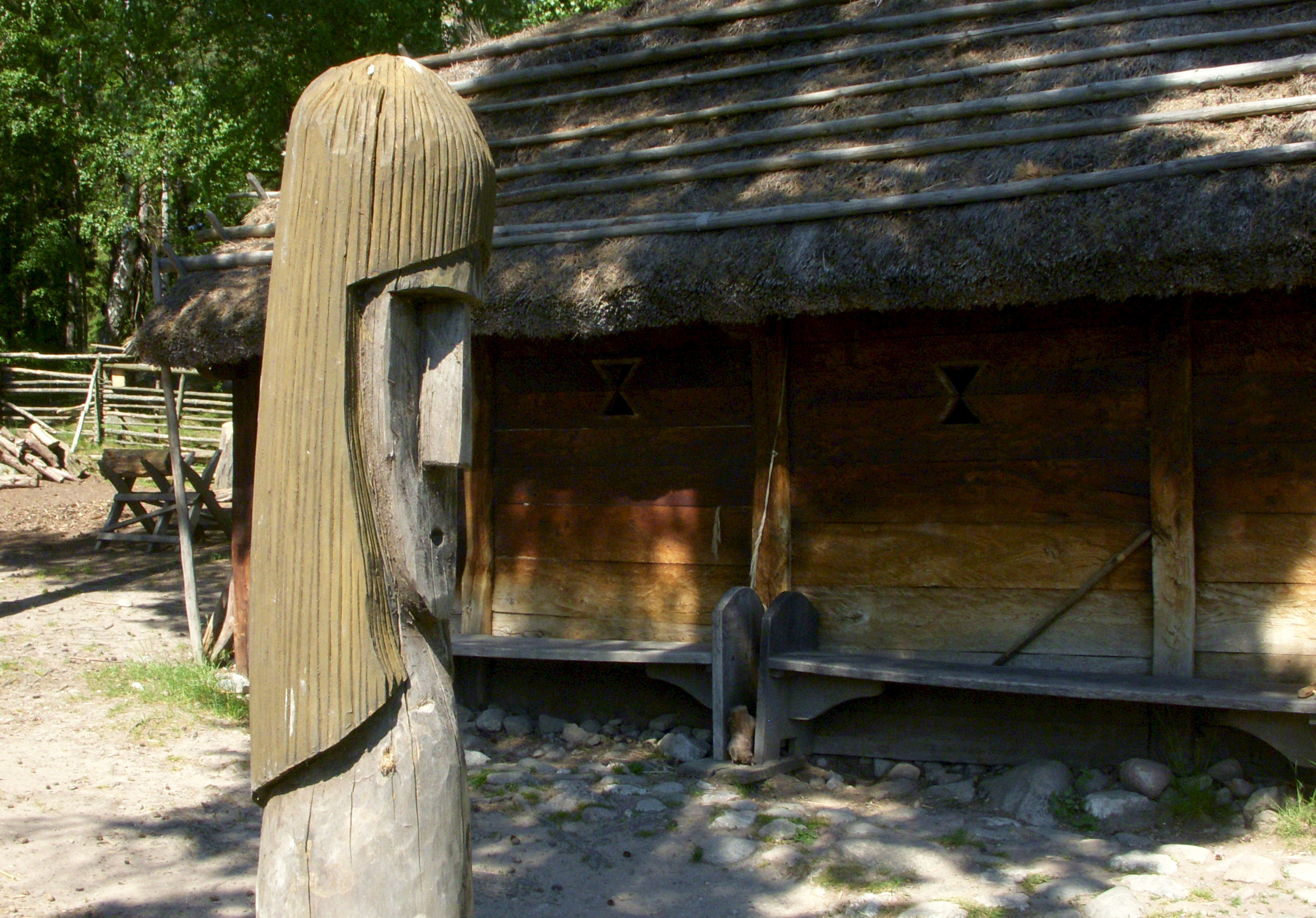
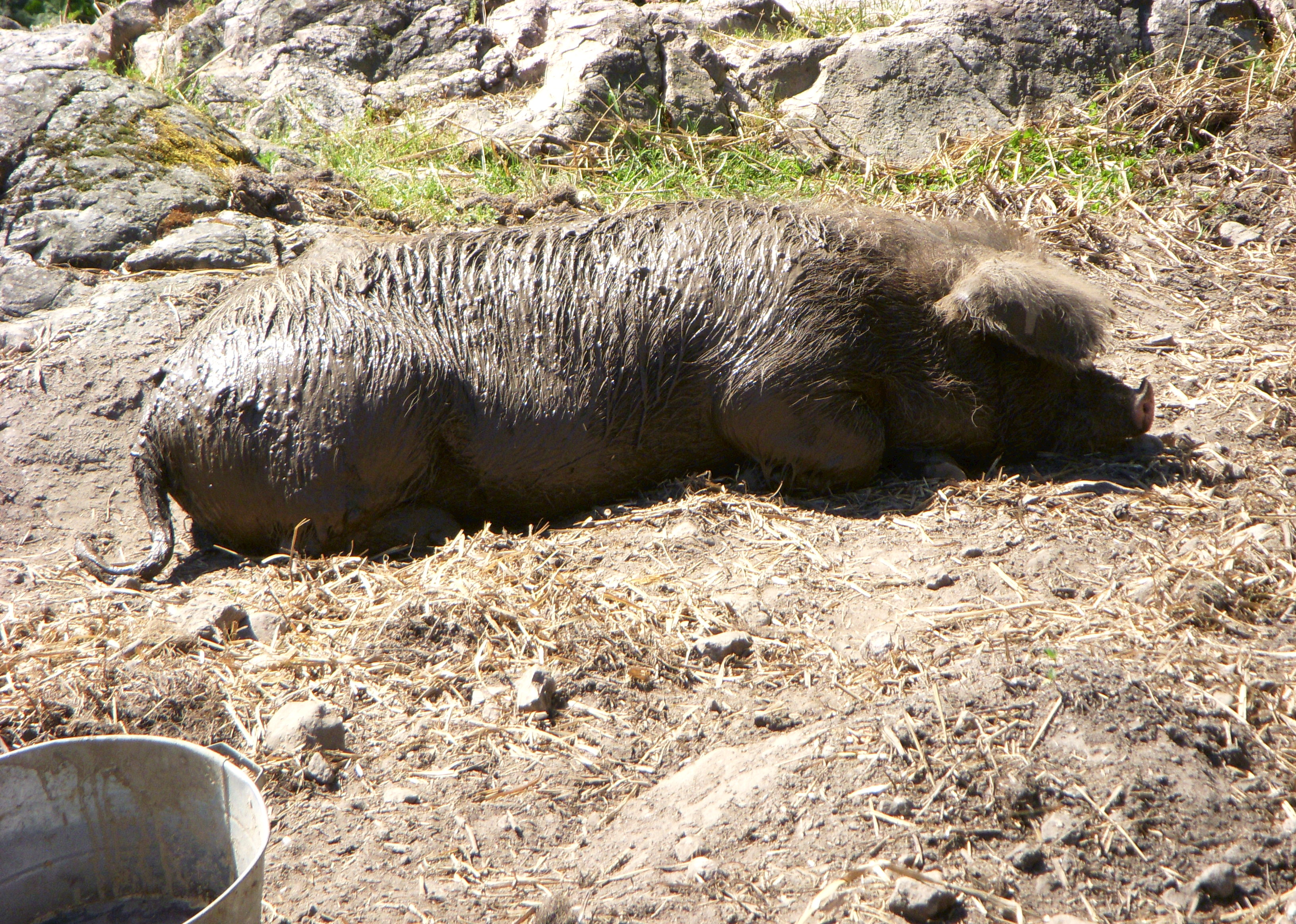
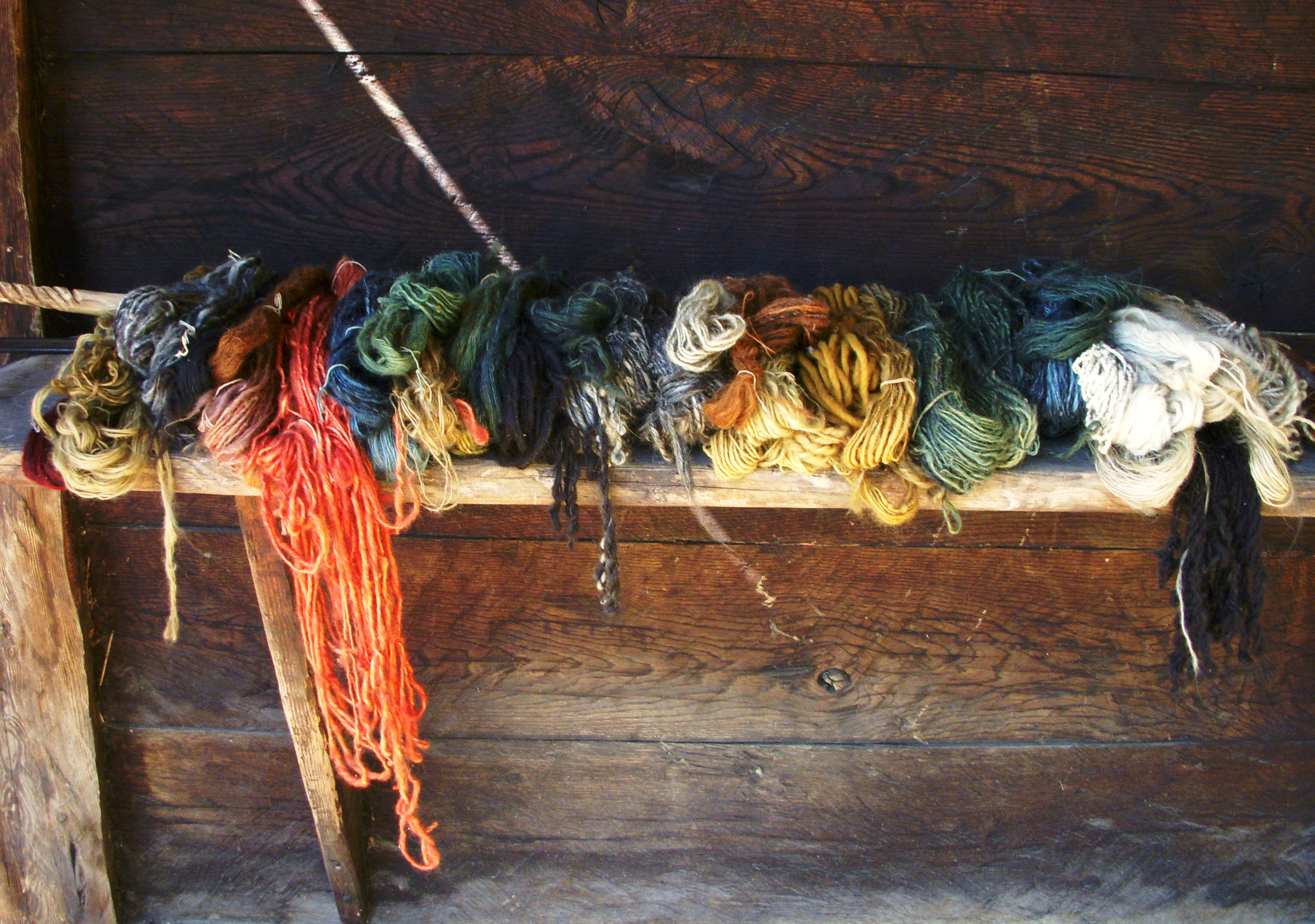
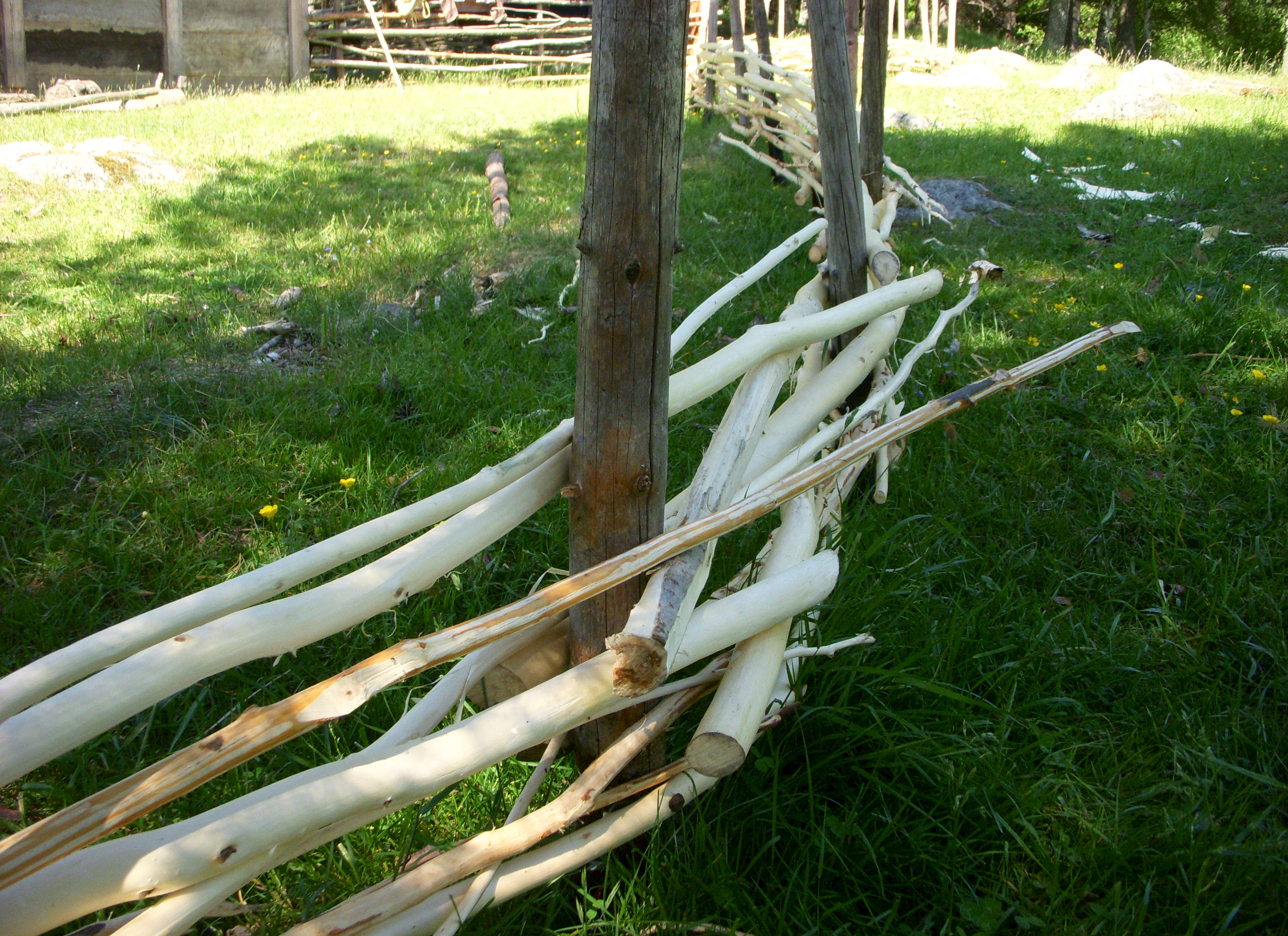